# Guy Frederic Marrian

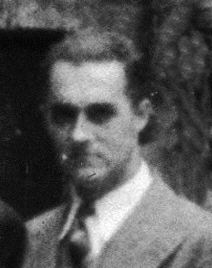
G. F. Marrian (1935)

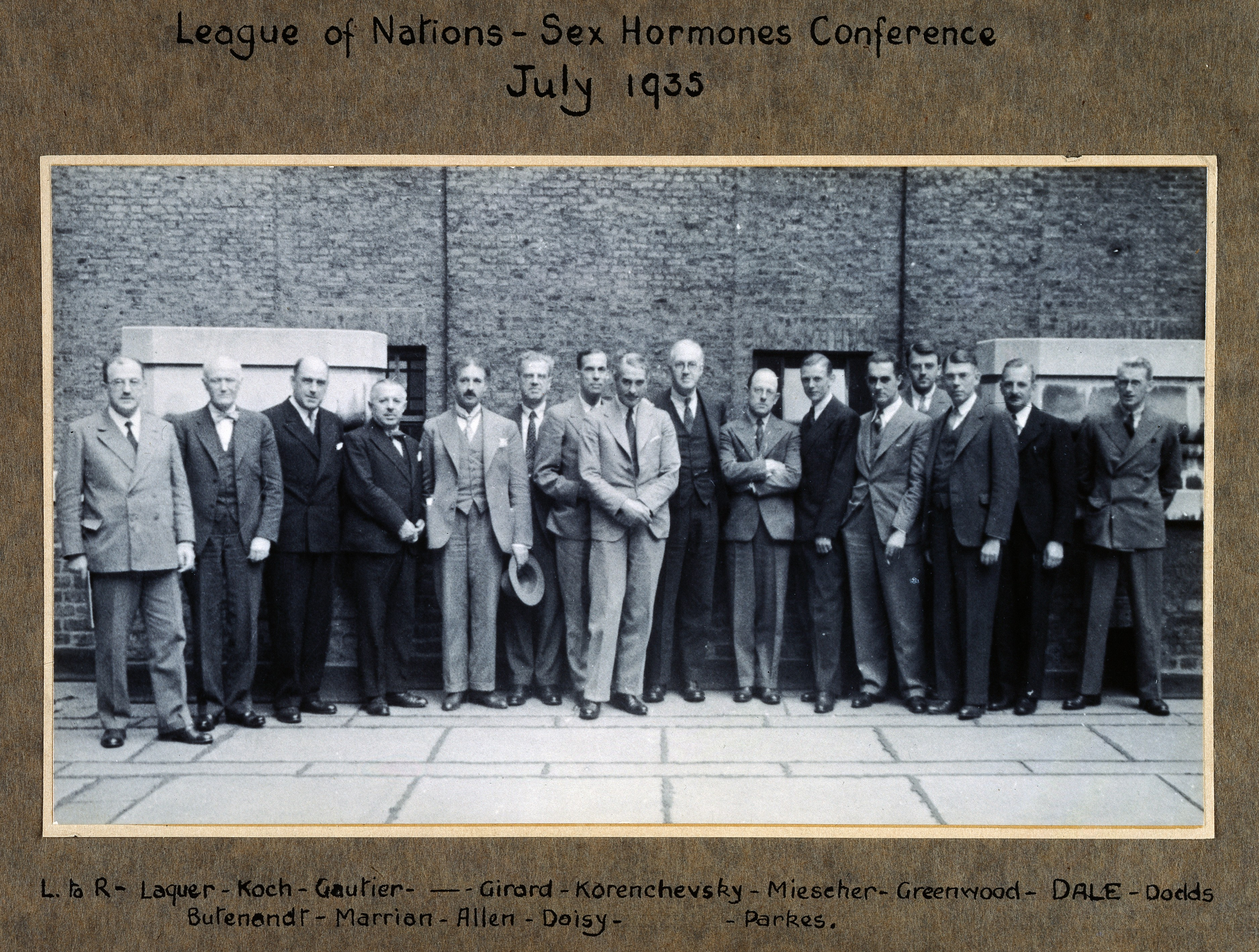
Internationaler Kongress über Sexualhormone 1935, Marrian ist der 5. von rechts (rechts neben Adolf Butenandt)

Guy Frederic Marrian (* 3. März 1904 in London; † 24. Juli 1981) war ein britischer Biochemiker.
Guy Frederic Marrian wurde in London als Sohn von Frederic York Marrian und Mary Eddington Currie geboren. Er ging zuerst an die Tollington School in London, danach an die Leys School in Cambridge.
Marrian studierte Chemie an der Universität London mit dem Bachelor-Abschluss 1924, dem Master-Abschluss 1926 und der Promotion (D.Sc.) 1930. Danach war er Lecturer am University College London und ab 1933 Associate Professor an der University of Toronto, an der er 1936 Professor für Biochemie wurde. 1939 wurde er Professor für medizinische Chemie (ab 1949 für Biochemie) an der Medizinischen Fakultät der University of Edinburgh. 1959 wurde er Forschungsdirektor des Imperial Cancer Research Fund. 1969 ging er in den Ruhestand.
Er befasste sich mit Hormonen, speziell weiblichen Sexualhormonen und Hormonen der Nebennierenrinde. 1929 isolierte er Pregnandiol und 1930 Östriol.
1940 wurde er Fellow der Royal Society of Edinburgh und 1944  der Royal Society. 1947 erhielt er den Amory Prize.
Im Jahr 1928 heiratete er Phyllis May Lewis.

## Schriften
- The chemistry of Oestrine, Teil 1–4, Biochemical J., Band 23, 1929, S. 1090–1098, 1233–1241, Band 24, 1930, S. 435–445, 1021–1030, Teil 5 mit Geoffrey Arthur Dering Haslewood, Band 26, 1932, S. 25–31